# 乌克兰第5坦克旅
乌克兰陆军第5坦克旅（烏克蘭語：  5-та окрема танкова бригада) 是乌克兰陆军的一个装甲旅单位。 

## 历史

### 成立
第5坦克旅成立于2016年。全旅配备有30辆T-72坦克。 2016年3月下旬至4月上旬，该旅参加了在赫尔松州举行的南方作战指挥部大规模演习。该演习结束时宣布第5坦克旅将驻扎在与克里米亚接壤的边境附近。 

### 2022年俄罗斯入侵乌克兰
2022年2月24日，俄罗斯入侵乌克兰时，第5坦克旅被派往敖德萨附近，防御俄军进攻乌克兰南部。
乌克兰接收波兰援助的T-72M1坦克和荷兰援助的YPR-765装甲运输车后，第5坦克旅从前线被调入乌克兰战略预备队。

## 当前组成
截至2022年，该旅的组成如下： 
- 第1坦克营
- 第2坦克营
- 第3坦克营
- 机械化营
- 旅炮兵群
  - 指挥部与侦查连
  - 自行火炮营（2S3“相思”自行火炮）
  - 自行火炮营（2S1“康乃馨”自行火炮（英语：2S1 Gvozdika））
  - 火箭炮营（BM-21火箭炮）
- 防空导弹营
- 后勤营